# Siège de Trébizonde (1461)
Cet article concerne le siège de Trébizonde de 1461. Pour le siège de Trébizonde de 1205, voir Siège de Trébizonde (1205).
Guerres byzantino-ottomanes
Batailles
- Bapheus
- Campagne catalane
- Bursa
- Pélékanon
- Nicée
- Nicomédie
- 1re Gallipoli
- 2e Gallipoli
- Philadelphie
- 1re Constantinople
- 2e Constantinople
- 3e Constantinople
- 4e Constantinople
- Thessalonique
- Bosphore
- 5e Constantinople

Le siège de Trébizonde fut le siège victorieux de la ville de Trébizonde, capitale de l'empire de Trébizonde, par les Ottomans sous le sultan Mehmed II, qui se termina le 15 août 1461. Le siège fut l'aboutissement d'une longue campagne du côté ottoman, qui impliqua des manœuvres coordonnées mais indépendantes par une grande armée et une grande marine. Les défenseurs de la ville s'étaient appuyés sur un réseau d'alliances qui leur fournirait du soutien et de la main-d'œuvre quand les Ottomans commencèrent leur siège, mais échouèrent au moment où l'empereur David II Comnène en avait le plus besoin.
La campagne terrestre ottomane, qui était la partie la plus difficile, impliquait d'intimider le souverain de Sinope en abandonnant son royaume, une marche de plus d'un mois à travers des régions montagneuses inhabitées, plusieurs batailles mineures avec différents adversaires et se terminait par le siège de Trébizonde. Les forces ottomanes combinées bloquèrent la ville fortifiée par terre et par mer jusqu'à ce que l'empereur David accepte de rendre sa capitale dans ces termes : en échange de son royaume minuscule, il recevrait des propriétés ailleurs dans l'Empire ottoman, où David, sa famille et ses courtisans vivraient. Pour le reste des habitants de Trébizonde, cependant, leur sort était moins favorable. Le sultan les a divisés en trois groupes: un groupe a été forcé de quitter la ville et se réinstaller à Constantinople ; le groupe suivant devint esclave du sultan ou de ses dignitaires et le dernier groupe a été laissé à vivre dans la campagne entourant Trébizonde, mais pas dans ses murs. Quelque 800 garçons sont devenus des recrues pour ses janissaires, l'unité d'élite de l'armée ottomane, qui les obligeait à se convertir à l'islam.
Avec les derniers membres de la dynastie paléologue qui avaient fui le despotat de Morée l'année précédente pour l'Italie, Trébizonde était devenu le dernier avant-poste de la civilisation byzantine; avec sa chute, cette civilisation a pris fin. « C'était la fin du monde grec libre », écrit Steven Runciman, qui a ensuite noté que les Grecs qui n'étaient pas encore sous la domination ottomane vivaient encore « sous la domination d'une race étrangère et d'une forme étrangère du christianisme ». Dans le sud-est du Péloponnèse, dans les montagnes escarpées qu'aucun Turc n'osait pénétrer, il restait un semblant de liberté dont il reste encore des traces.

## Contexte
Les sources originales divergent sur leur explication des motivations réelles de Mehmed pour attaquer Trébizonde. William Miller cite Michel Critopoulos affirmant que « la répugnance de l'empereur David de Trébizonde à rendre hommage et les mariages avec Hassan et la cour géorgienne ont provoqué le Sultan à envahir l'Empire ». D'autre part, Halil İnalcık cite un passage de l'historien ottoman Ibn Kemal (en), qui écrivait « Les Grecs vivaient sur les côtes de la mer Noire et de la Méditerranée dans les bonnes zones habitables protégées par les obstacles naturels environnants. Dans chaque région, ils étaient gouvernés par un tekvour, une sorte de souverain indépendant, ils lui donnaient des taxes et des droits militaires réguliers. Le Sultan Mehmed a vaincu et expulsé certains de ces tekvours et a voulu faire la même chose avec le reste. Le but était d'enlever à ces gens toute souveraineté. Ainsi il a d'abord détruit le tekvour de Constantinople ; il était considéré comme le principal tekvour et chef de ce peuple. Plus tard, il soumit successivement les tekvours d'Enos, Morée, Amasria (Amastris) et annexa leurs territoires à l'empire. Enfin, l'attention du Sultan fut attirée sur le tekvour de Trébizonde ».